# Вейланд, Рита Вольдемаровна
Рита Вольдемаровна Вейланд (латыш. Rita Veilande; 17 января 1924 — 18 сентября 2014) — советский организатор сельскохозяйственного производства, Герой Социалистического Труда.
Родилась в 1924 году в Латвийской Республике. Окончила зоотехнический факультет Латвийской сельскохозяйственной академии.
С 1950-х гг. — главный зоотехник совхоза «Будескалны» Рижского района Латвийской ССР (свиноводство, молочное скотоводство), одновременно — заместитель директора.
Указом от 01.10.1965 за высокие показатели в животноводстве присвоено звание Героя Социалистического Труда.
Награждена орденами и медалями.